# برونو كزافييه (لاعب كرة قدم)
برونو كزافييه هو لاعب كرة قدم برازيلي في مركز الوسط، ولد في 27 نوفمبر 1996 في ساو باولو في البرازيل. لعب مع نادي كورينثيانز.

## وصلات خارجية
- برونو كزافييه (لاعب كرة قدم) على موقع قاعدة بيانات كرة القدم.إي يو (الإنجليزية)
- برونو كزافييه (لاعب كرة قدم) على موقع Soccerway.com (الإنجليزية)